# Wrea Green
Wrea Green est un petit village au Royaume-Uni. Il est situé dans le nord-ouest de l'Angleterre, au Fylde, Lancashire.
La population est de 1 600 habitants à Wrea Green. Le village est assez célèbre[réf. souhaitée] dans la région pour ses canards qui habitent dans l'étang sur la place (une grande pelouse). 
En été, le cricket est y joué et en hiver, il y a une équipe de football.

## La fête d'été (Field Day)
En été à Wrea Green, il y a une grande fête (un carnaval) qui se déroule habituellement pendant le premier week-end de juillet. La fête culmine lors du couronnement de la nouvelle « reine du village », qui est toujours une fille d'environ 14 ans).
Il y a un champ de foire pendant trois jours.

## Jumelage
- Saint-Bris-le-Vineux (France) depuis 2005